# هوراسيو كارتس
هوراسيو مانويل كارتس خارا (بالإسبانية: Horacio Manuel Cartes Jara، مواليد 5 يوليو 1956 في أسونسيون)‏ هو الرئيس السابق لباراغواي في انتخابات 2013. وهو رجل أعمال عضو في حزب كولورادو، تولى السلطة رسميًا في 15 أغسطس 2013. حصل 46% من الأصوات في مقابل 37% لمصلحة منافسه مرشح الحزب الليبرالي إيفرين أليغري.
يرأس نادي ليبرتاد لكرة القدم منذ عام 2001. كما يملك شركات ضمن مجموعة كارتيس، تعمل هذه الشركات في مجالات المشروبات الغازية، وإنتاج اللحوم، والأعمال المصرفية.

## سيرته كرجل أعمال
ولد أوراسيو كارتس بأسونسيون، وبعد دراسته الأولية بالباراغواي، رحل للولايات المتحدة الأمريكية لمتابعة دراسته الجامعية في مجال صناعات الطيران، بأحد معاهد جامعة تلسا، أوكلاهوما، مقتديًا في ذلك بوالده رامون طيلمو كارتيس الذي كان ممثلًا لشركة سيسنا الأمريكية المتخصصة في صناعة الطائرات الخفيفة. انطلقت مسيرته كرجل أعمال، منذ 1975، حيث قام بأولى مبادراته المقاولاتية وهو ابن التاسعة عشرة. وفي 1989، ولج المجال المصرفي حيث أسس مؤسسة كامبيوس أمامباي Cambios Amambay، والتي تحولت في 1992 إلى بنك أمامباي Banco Amambay، والتي تعد من أكبر المؤسسات المالية في باراغواي.

في 1994، انخرط كمساهم في رأسمال شركة التبغ الشرقية Tabacalera del Este SA المسوقة لسجائر باليرمو، والتي تحولت في 1994 إلى شركة تبغ الباراغواي Tabacos del Paraguay SA. تميز استثماره في مجال التبغ بضبط السلسلة الاقتصادية من زراعة وإنتاج وتسويق، وهو ما مكنه من إنشاء عملاق محلي لهذه الصناعة سنة 2002 بتسمية الشركة الزراعية التبغية للباراغواي.

استثمر كارتيس أيضًا في مجال الصناعات الغدائية، حيث حاز سنة 2001 شركة ليكوريريا أكوسطا Licorería Acosta المتخصصة في إنتاج المشروبات، والتي أصبحت لاحقًا تسمى شركة مشروبات باراغواي و الممتلكة لحقوق تسويق مجموعة من العلامات العالمية، وعلى غرار استثماراته في التبغ، تحكم في سلسلة الإنتاج حيث استثمر في المجال الزراعي، خصوصًا في زراعة الحوامض. كما انخرط أيضًا في مجال تربية المواشي، عبر ثلاث شركات متخصصة في التحسين الوراثي والتربية والتسمين.

تساهم مجموعته الاقتصادية في تشغيل أكثر من ألفي شخص في باراغواي، عبر مجالات مختلفة كالتبغ وتربية المواشي والمشروبات والنقل والتجارة والمصارف.

## سيرته كمسير رياضي
منذ ترؤسه لنادي ليبرتاد، سنة 2001، تمكن هذا النادي من الارتقاء إلى مصاف عمالقة كرة القدم في باراغواي وأمريكا الجنوبية بفضل استثمارات كارتيس على مستوى البنيات التحتية وتكوين الفئات الصغرى، وعرفت فترة رئاسته تحديث ملعب النادي، سنة 2005، بمناسبة الذكرى المئوية لتأسيس ليبرتاد، والذي سمي ملعب الدكتور نيكولاس ليوز تيمنًا بالرئيس السابق للفريق. من بين إنجازاته على رأس النادي:
- 7 بطولات دوري من ضمنها ثلاثية تاريخية سنوات 2006 و2007 و2008 (مع الظفر المزدوج بألقاب الافتتاح apertura و الاختتام clausura)
- نصف نهائي كأس ليبرتادوريس سنة 2006
- ربع نهائي كأس ليبرتادوريس سنة 2007
- المرتبة 15 عالميًا في التصنيف الدولي للأندية سنتي 2006 و2007.

إضافة لمهامه التسييرية على مستوى الأندية، شغل كارتس منصب مدير المنتخبات الوطنية على مستوى اتحاد باراغواي لكرة القدم، و حقق المنتخب الوطني الأول في عهده أفضل إنجاز كروي للبلاد بالوصول لربع نهائي كأس العالم 2010 بجنوب أفريقيا.

## الحياة السياسية

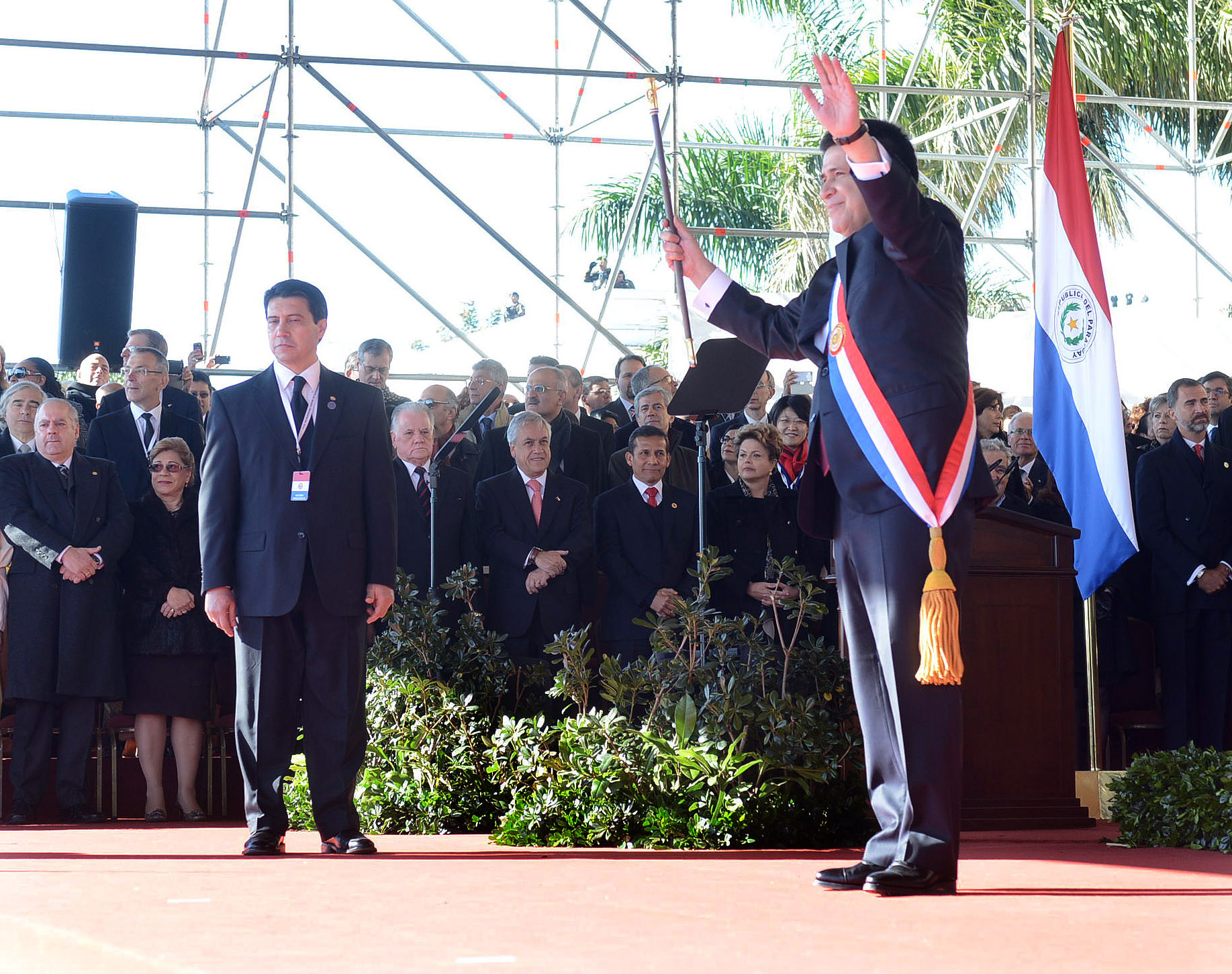
هوراسيو كارتيس خلال حفل تنصيبه

كان كارتس حتى عام 2008 غير مشارك في الحياة السياسية، ولم يكن مسجلًا في كشوف الناخبين. في 2009 انضم إلى حزب الجمعية الوطنية الجمهورية، المعروف بحزب كولورادو الذي ينتمي إلى يمين الوسط، وذي التوجه المحافظ والقومي. أسس كارتيس، سنة 2010 تيارًا داخل الحزب تمكن من الظفر بالانتخابات الداخلية بحزب كولورادو لسنة 2011. توسع تياره داخل الحزب بعد انضمام التيار التقدمي للرئيس السابق لباراغواي نيكادور دوارتي فروتوس.

في 9 ديسمبر 2012، انتخب كارتس رئيسًا بحزب كولورادو وكمرشح رسمي للحزب لرئاسيات 2013.

في 21 أبريل 2013، انتخب رئيسًا لجمهورية باراغواي لولاية تمتد إلى 2018.

## وصلات خارجية
- هوراسيو كارتس على موقع الموسوعة البريطانية (الإنجليزية)
- هوراسيو كارتس على موقع مونزينجر (الألمانية)

- موقع الحملة الانتخابية لهوراسيو كارتس